# Hadsund Rådhus
Hadsund Rådhus er det største af Mariagerfjord Kommunes i alt 4 rådhus bygninger. Rådhuset huser en række større administrationer som borgerservice, ældre, sundhed, handicap samt center for økonomi og personale. Mariagerfjords eneste byrådssal er placeret på Hadsund Rådhus. 123 ansatte har deres daglige gang i den 3.721 kvm store rådhusbygning.
Rådhuset blev bygget i 1968. Indtil 2007 var rådhuset hovedsæde for Hadsund Kommune.
Ved strukturreformen i 2007 indgik Hadsund Kommune i Mariagerfjord Kommune sammen med Hobro Kommune, Arden Kommune og Mariager Kommune. I den gamle Hadsund Kommune var der 80 ansatte på rådhuset, Mariagerfjord Kommune har i dag 120 ansatte på rådhuset.
I perioden 2008-2017 holdt nærpolitiet til på rådhuset. Ved en ny struktur ved Nordjyllands Politi 1. maj 2017 blev nærpolitiet i Hadsund nedlagt.
Foran råhuset står Jun-Ichi inoues skulptur vækst som er skænket til Hadsund Kommune af Hope 1979.